# Hartmut Walravens
Hartmut Walravens (* 9. September 1944 in Adorf/Diemelsee) ist ein deutscher Sinologe und Bibliothekar. Er war an der Staatsbibliothek Berlin tätig.

## Leben
Walravens studierte Sinologie, Mandjuristik und Völkerkunde in Köln und Bonn. 1970 wurde er mit der Dissertation Die Deutschland-Kenntnisse der Chinesen (bis 1870) promoviert. Danach begann er seine Tätigkeit im Bibliotheksdienst als Fachreferent für Sozialwissenschaften an der Bibliothek der Universität der Bundeswehr Hamburg.
Von 1986 bis 2007 leitete er die Abteilung Überregionale Bibliographische Dienste der Berliner Staatsbibliothek, ab 1987 unter dem Amtstitel Leitender Bibliotheksdirektor an der Staatsbibliothek zu Berlin, Preußischer Kulturbesitz. In dieser Funktion war er unter anderem für die Zeitschriftendatenbank (ZDB), die Internationale ISBN-Agentur und ab 1993 für die Internationale ISMN-Agentur zuständig. Als Mitarbeiter der International Federation of Library Associations and Institutions war er für die Zeitungs- und Zeitschriftenarbeit sowie weltweite Organisation von Zeitungskonferenzen verantwortlich. 
An der Universität Hamburg gab er bis 1986 als Lehrbeauftragter Seminare für die Sprache und Kultur Chinas. Außerdem lehrte er im Japan-Zentrum der Humboldt-Universität Berlin. Zu seinen Forschungsschwerpunkten gehören Bibliographie, die Geschichte des Buch- und Druckwesens, Mandjuristik, Wissenschaftsgeschichte und die Kulturgeschichte der Qing-Zeit. 2001 habilitierte er sich am Fachbereich Kulturwissenschaften der Freien Universität Berlin. Dort lehrte er bis 2007 als Privatdozent im Arbeitsbereich des Sinologen Erling von Mende am Ostasiatischen Seminar.
2013 wurde er mit dem Indiana University Prize for Altaic Studies ausgezeichnet.

## Veröffentlichungen (Auswahl)
Eigene Werke
- Zur Geschichte der Ostasienwissenschaften in Europa. Abel Rémusat (1788–1832) und das Umfeld Julius Klaproths (1783–1835) (= Orientalistik-Bibliographien und Dokumentationen 5). Harrassowitz, Wiesbaden 1999, ISBN 3-447-04144-7.
- Ferdinand Lessing (1882–1961). Sinologe, Mongolist und Kenner des Lamaismus. Material zu Leben und Werk. Mit dem Briefwechsel mit Sven Hedin. Zeller, Osnabrück 2000, ISBN 3-535-02491-9 (2. Auflage. Wagener Edition, Melle 2006, ISBN 3-937283-11-0).
- Ferdinand Lessing (1882–1961), ein Spezialist für China, die Mongolei und den Lamaismus. In: Florian C. Reiter (Hrsg.): Das Reich der Mitte – in Mitte. Studien Berliner Sinologen (= Asien- und Afrika-Studien der Humboldt-Universität zu Berlin 27). Harrassowitz, Wiesbaden 2006, ISBN 3-447-05432-8, S. 47–59.
- Sinologie in Berlin. Alfred Forke, Otto Franke, Erich Hauer, Erich Haenisch. Schriftenverzeichnisse (= Staatsbibliothek zu Berlin Preussischer Kulturbesitz. Neuerwerbungen der Ostasienabteilung. Sonderheft 23, ZDB-ID 2149650-X). Mit einem Beitrag von Martin Gimm über Walter Fuchs. Staatsbibliothek Berlin, Berlin 2010.
- Neue Rückschau auf ein arbeitsreiches Leben. Hartmut Walravens zum 75sten: Thematisches annotiertes Schriftenverzeichnis. Mit Einleitung und Registern. Verlag Books on Demand (BoD), Norderstedt 2019, ISBN 978-3-7481-0861-0.
- Erotische Buchillustration. Ein bibliographisches Lexikon der Zeichner und Graphiker (= Hiersemanns bibliographische Handbücher, Bd. 25). Hiersemann, Stuttgart 2021, ISBN 978-3-7772-2031-4.

Herausgeber
- Kleinere Schriften von Berthold Laufer. Steiner, Stuttgart
  - Band 1: Publikationen aus der Zeit von 1894 bis 1910 (= Sinologica Coloniensia 2).  Halbband 1–2. 1976, ISBN 3-515-02128-0.
  - Band 2: Publikationen aus der Zeit von 1911 bis 1925 (= Sinologica Coloniensia 7).  Halbband 1–2. 1979, ISBN 3-515-02651-7.
  - Band 3: Nachträge und Briefwechsel (= Sinologica Coloniensia 13). 1985, ISBN 3-515-03688-1.
- Die Hedin-Expedition 1930/1932. Briefe Sven Hedins an seinen sinologischen Mitarbeiter Ferdinand Lessing. (PDF; 766 kB) In: Nachrichten der Gesellschaft für Natur- und Völkerkunde Ostasiens. 173/174, 2003, S. 227–254, ISSN 0016-9080.